# Nicol Delago
Nicol Delago (* 5. Januar 1996 in Brixen) ist eine italienische Skirennläuferin. Die Südtirolerin ist vor allem in den schnellen Disziplinen Abfahrt und Super-G erfolgreich. Ihre jüngere Schwester Nadia ist ebenfalls Skirennläuferin; beide sind Nichten der ehemaligen Skirennläufer Karla und Oskar Delago.

## Biografie
Delago nahm ab Dezember 2011 im Alter von 15 Jahren erstmals an FIS-Rennen teil. Sie war im Februar 2013 Teilnehmerin des Europäischen Olympischen Jugendfestivals in Brașov. Im selben Monat errang sie den italienischen Abfahrtsjuniorenmeistertitel. Der erste Einsatz im Europacup folgte am 12. Dezember 2013. Ihre ersten Europacuppunkte sammelte sie vier Tage später mit Platz 26 in der Abfahrt von St. Moritz. Zwei Wochen nachdem sie zum ersten Mal ein FIS-Rennen gewinnen konnte, gab sie am 24. Januar 2015 ihr Debüt im Weltcup und fuhr in der Abfahrt von St. Moritz auf Platz 43. Bei den Juniorenweltmeisterschaften 2015 in Hafjell gewann sie die Abfahrts-Bronzemedaille.
Weltcuppunkte errang Delago erstmals am 18. Dezember 2015, mit Platz 17 in der Kombination von Val-d’Isère. Im Winter 2015/16 etablierte sie sich mit mehreren Top-10-Ergebnissen im Europacup, darunter einem dritten Platz in der Abfahrt von Zauchensee am 14. Januar 2016. Bei den Juniorenweltmeisterschaften 2016 in Sotschi wiederholte sie ihren Erfolg vom Vorjahr und gewann eine weitere Abfahrtsbronzemedaille. In der Weltcupsaison 2016/17 fuhr Delago fünfmal in die Punkteränge, wobei ein neunter Platz das mit Abstand beste Ergebnis war. Bestes Weltcupergebnis im Winter 2017/18 war ein elfter Platz. Delago nahm an den Olympischen Winterspielen 2018 in Pyeongchang teil, schied dort aber in der Abfahrt aus.
Nach einem fünften Platz zu Beginn der Weltcupsaison 2018/19 gelang Delago am 18. Dezember 2018 die erste Weltcup-Podestplatzierung, als sie in der Abfahrt von Gröden hinter Ilka Štuhec den zweiten Platz belegte. Bei den Weltmeisterschaften 2019 in Åre fuhr sie in der Abfahrt auf den sechsten Platz. Zu Beginn der Weltcupsaison 2019/20 belegte sie in den Abfahrten von Lake Louise und Zauchensee jeweils den zweiten Platz. Anfang Dezember 2020 stürzte Delago beim Training in Sulden und zog sich dabei einen Achillessehnenriss im linken Bein zu, sodass sie fast die gesamte Saison verpasste.
Ende November 2021 gab Delago ihr Comeback und fuhr in der Abfahrt von Lake Louise auf Platz acht. Mit mehreren Ergebnissen unter den besten 15 qualifizierte sie sich für die Olympischen Winterspiele 2022 in Peking; dort erreichte sie in der Abfahrt den elften Platz, während sie in der Kombination ausschied. Zum Abschluss der Saison errang sie einen weiteren italienischen Super-G-Meistertitel.
Im September 2024 zog sich Delago bei einem Trainingslager in Argentinien einen Bruch des Schlüsselbeins zu, wodurch sie den Saisonauftakt verpassen wird.

## Erfolge

### Olympische Spiele
- Peking 2022: 11. Abfahrt

### Weltmeisterschaften
- Åre 2019: 6. Abfahrt, 12. Alpine Kombination
- Méribel 2023: 18. Abfahrt
- Saalbach-Hinterglemm 2025: 8. Abfahrt, 8. Team-Kombination

### Weltcup
- 13 Platzierungen unter den besten zehn, davon 5 Podestplätze

### Weltcupwertungen
| Saison  | Gesamt | Gesamt | Abfahrt | Abfahrt | Super-G | Super-G | Kombination | Kombination |
| Saison  | Platz  | Punkte | Platz   | Punkte  | Platz   | Punkte  | Platz       | Punkte      |
| ------- | ------ | ------ | ------- | ------- | ------- | ------- | ----------- | ----------- |
| 2015/16 | 98.    | 15     | 53.     | 1       | –       | –       | 32.         | 14          |
| 2016/17 | 81.    | 50     | 37.     | 32      | –       | –       | 33.         | 18          |
| 2017/18 | 56.    | 131    | 28.     | 61      | 34.     | 42      | 19.         | 28          |
| 2018/19 | 31.    | 268    | 8.      | 219     | 31.     | 36      | 18.         | 13          |
| 2019/20 | 28.    | 248    | 19.     | 152     | 19.     | 87      | 33.         | 9           |
| 2021/22 | 53.    | 138    | 27.     | 94      | 33.     | 44      | –           | –           |
| 2022/23 | 57.    | 114    | 24.     | 105     | 45.     | 9       | –           | –           |
| 2023/24 | 40.    | 218    | 13.     | 198     | 43.     | 20      | –           | –           |

### Europacup
- 8 Platzierungen unter den besten zehn, davon 2 Podestplätze

### Juniorenweltmeisterschaften
- Jasná 2014: 17. Abfahrt, 22. Super-G
- Hafjell 2015: 3. Abfahrt, 14. Super-G, 30. Super-Kombination
- Sotschi 2016: 3. Abfahrt
- Åre 2017: 6. Abfahrt, 10. Super-G

### Weitere Erfolge
- 2 italienische Meistertitel (Super-G 2018 und 2022)
- 1 italienischer Juniorenmeistertitel (Abfahrt 2013)
- Europäisches Olympisches Jugendfestival 2013: 10. Slalom
- 3 Siege in FIS-Rennen